# Radio Network Controller

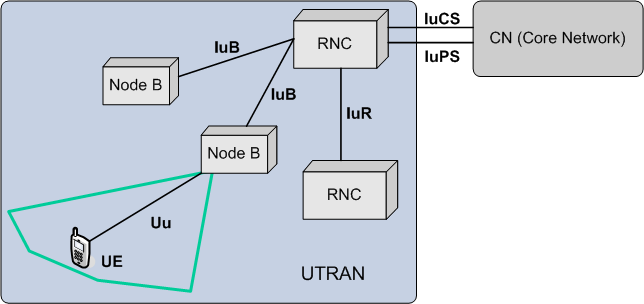
Architecture d'un réseau UTRAN et noms des interfaces externes : IuCS, IuPS, et internes : Uu, IuB et IuR.

RNC est un sigle signifiant Radio Network Controller.
Le RNC est un élément de la partie d'accès radio (UTRAN) d'un réseau de téléphonie mobile 3G UMTS qui contrôle les transmissions radio des stations de base (Node B). Il gère la répartition de la ressource radio, le chiffrement des données avant l'envoi au téléphone mobile, ainsi qu'une partie de la localisation des terminaux mobiles des abonnés. C'est l'équivalent des BSC des réseaux mobiles 2G GSM.
Un RNC s'interface avec le cœur du réseau (core network) de l'opérateur mobile : avec le SGSN pour la transmission des données et avec le MSC pour le transfert de la voix et de la signalisation.